# ريك (لاعب كرة قدم)
ريك هو لاعب كرة قدم برازيلي، ولد في 2 سبتمبر 1999 في ساو لويز في البرازيل.

## وصلات خارجية
- ريك على موقع الاتحاد الأوربي (الإنجليزية)
- ريك على موقع قاعدة بيانات كرة القدم.إي يو (الإنجليزية)
- ريك على موقع Soccerway.com (الإنجليزية)